# Jaap Robben

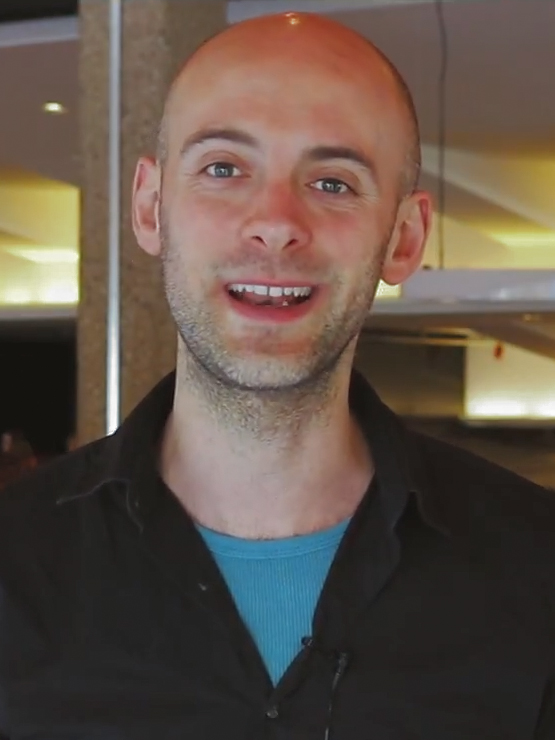
Jaap Robben (2017)

Jaap Robben (* 1984 in Oosterhout, Noord-Brabant, Königreich der Niederlande) ist ein niederländischer Autor und Theaterautor.

## Leben
Robben wollte eigentlich Afrikaner und Archäologe werden, schloss jedoch erst einmal seine Studien im Fach Umweltmanagement ab. Danach ging er an die Akademie des Koningstheater in S'Hertogenbosch. Von 2008 an war er zwei Jahre lang der Stadtschreiber (Stadsdichter) von Nijmegen.
Seit 2004 hat Robben mehrere seiner Bücher veröffentlicht, die zum Teil preisgekrönt wurden. Neben seinen Gedichten, Bilderbüchern und Romanen schrieb er Texte für Theater. Er gab Gastvorlesungen und verantwortete workshops für Kreatives Schreiben.

## Preise und Auszeichnungen
- 2009: Vorschlagsliste für die Goldene Büchereule in der Sparte Jugendliteratur für Zullen we een bos beginnen?
- 2011: White Raven der Internationalen Jugendbibliothek München für De Zuurtjes
- 2015: Nederlandse Boekhandels Prijs für Birk
- 2021: Nominierung von Summer Brother für den International Booker Prize (Longlist)
- 2025: Euregio-Schüler-Literaturpreis für Kontur eines Lebens

## Veröffentlichungen
- Twee vliegen. Stuinzool, Amsterdam 2004, ISBN 90-809312-1-7.
- De nacht krekelt. De Geus, Amsterdam 2007, ISBN 978-90-445-1044-7.
- Zullen we een bos beginnen? mit Illustrationen von Benjamin Leroy. De Geus, Amsterdam 2008, ISBN 978-90-445-1272-4.
- De Zuurtjes, Illustrationen von Benjamin Leroy. De Geus, Amsterdam 2010, ISBN 978-90-445-1671-5.
  - deutsch: Die Sauerdropse. Mixtvision, München 2013, ISBN 978-3-939435-72-3.
- Josephina. Een naam als een piano, mit Illustrationen von Merel Eyckerman. De Eenhoorn, Wielsbeke 2012, ISBN 978-3-8497-0089-8.
  - deutsch: Josefina. Ein Name wie ein Klavier., Carl-Auer-Verlag, Heidelberg 2015, ISBN 978-3-8497-0089-8.
- Als iemand ooit mijn botjes vindt, Illustrationen von Benjamin Leroy. De Geus, Amsterdam 2013.
- Birk, Roman. De Geus, Amsterdam 2014, ISBN 978-90-445-3277-7.
  - deutsch: Birk. Ars vivendi, Cadolzburg 2016, ISBN 978-3-86913-718-6.
- ‘s Nachts verdwijnt de wereld. De Geus, Breda 2016, ISBN 978-90-445-3573-0.
- Zomervacht. De Geus, Breda 2018, ISBN 978-90-445-2501-4.
- Een mensenleven geleden. In het voetspoor van de bevrijding. De Geus, Breda 2019, ISBN 978-90-445-4319-3.
- Schemerleven. De Geus, Amsterdam 2022, ISBN 978-90-445-4619-4.
  - deutsch: Kontur eines Lebens. DuMont, Köln 2023, ISBN 978-3-8321-6818-6.